# Temple du Soleil (Cuzco)
Pour les articles homonymes, voir Temple du Soleil.
Ne doit pas être confondu avec Pyramide du Soleil.

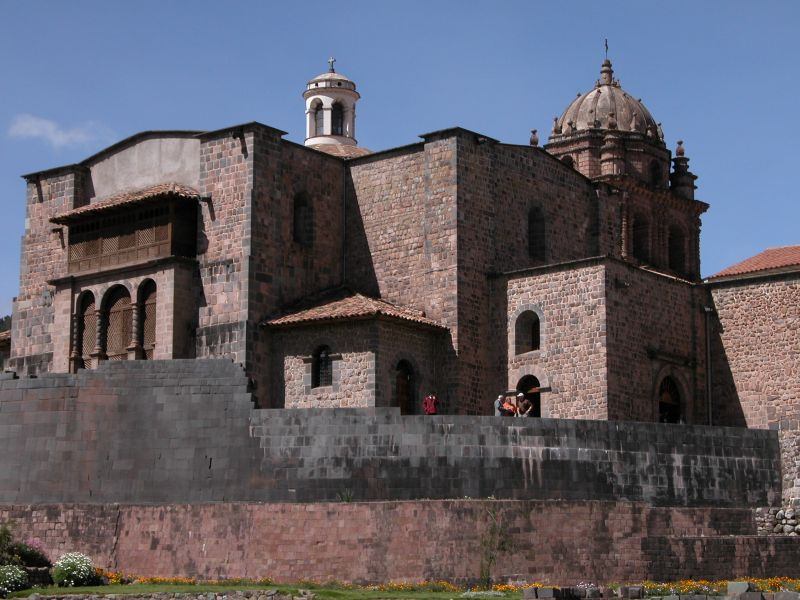
Photo de l'église de Santo Domingo construite sur le temple du soleil à Cuzco.

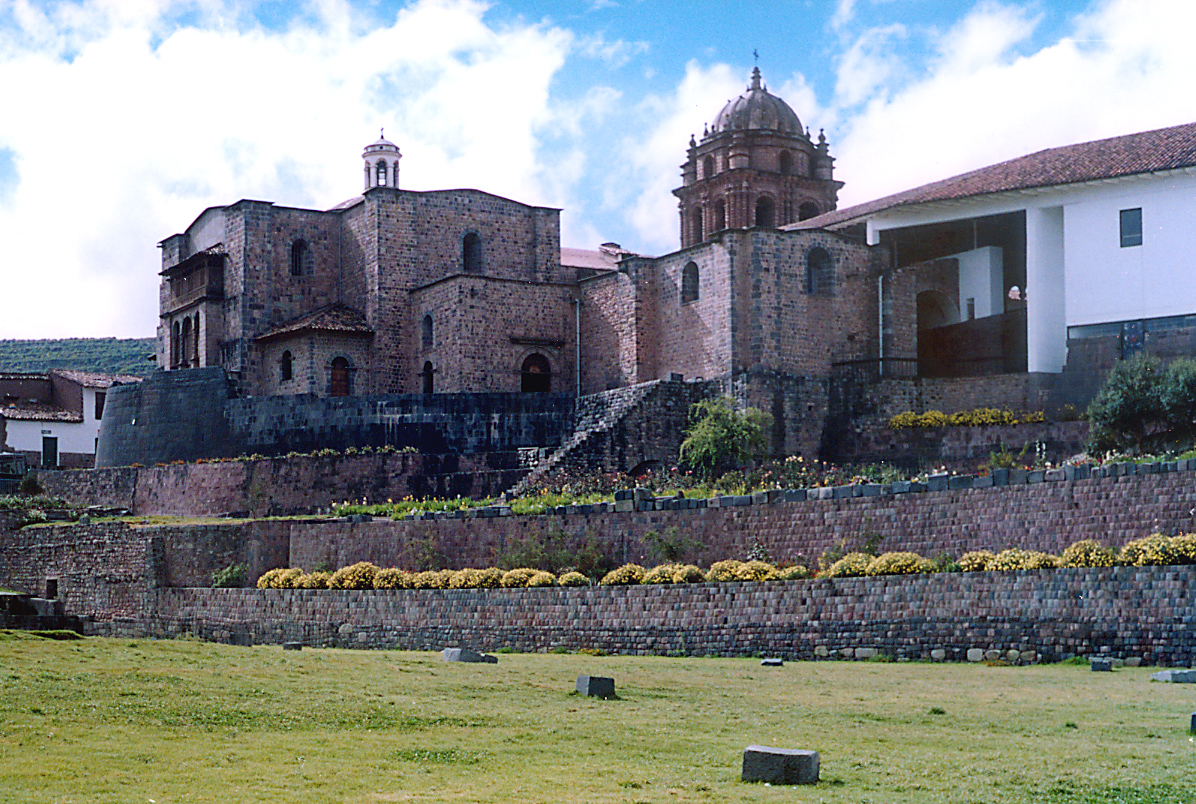
Photo de l'église vue de la rue El Sol.

Le temple du Soleil ou Coricancha, également orthographié Qorikancha  ou Qoricancha, littéralement, en quechua : « enceinte de l'or », anciennement Inticancha, « enceinte du soleil », représentait le lieu le plus sacré de l'empire des Incas. Il est situé à Cuzco.

## Description
C'est à partir du Qoricancha que rayonnait le système des Ceques. Ce système était composé de quarante-et-une lignes imaginaires, le long desquelles s'agençaient trois-cent-vingt-huit huacas dispersés de part et d'autre de Tahuantinsuyu. Cette organisation particulière permit un contrôle total de l'empire à partir de Cuzco.
Dressé au centre de la capitale de l'empire Inca Qosqo, cet édifice, dont subsistent d'importants vestiges qui ont récemment été remis en valeur[Quand ?], était le théâtre des cérémonies importantes des souverains Incas : mariages, sacres, funérailles. C'est là que leurs momies étaient conservées, assises sur des trônes en or.
Il fut le plus vaste et le plus richement orné de son époque : ses grands murs de pierre, en appareillage inca, mesuraient 140 m de long sur 135 m de large. Les chroniqueurs espagnols ont abondamment décrit ses richesses fabuleuses, avant qu'elles ne soient fondues ou éparpillées : le pourtour du temple, aux murs peints en bleu, était orné d'une énorme corniche en or, les autels, les portes, les statues, étaient décorées de planches d'or et d'argent, parfois incrustées de pierres précieuses qui, de jour comme de nuit, reflétaient la lumière du jour ou bien celle des torches.
La porte principale, ornée de motifs d'or et d'argent, s'ouvrait sur un grand sanctuaire. Au-dessus de l'autel, étincelait un grand disque d'or, censé représenter le Soleil. Il était placé de telle manière que les rayons du soleil levant le frappaient et le faisaient resplendir.

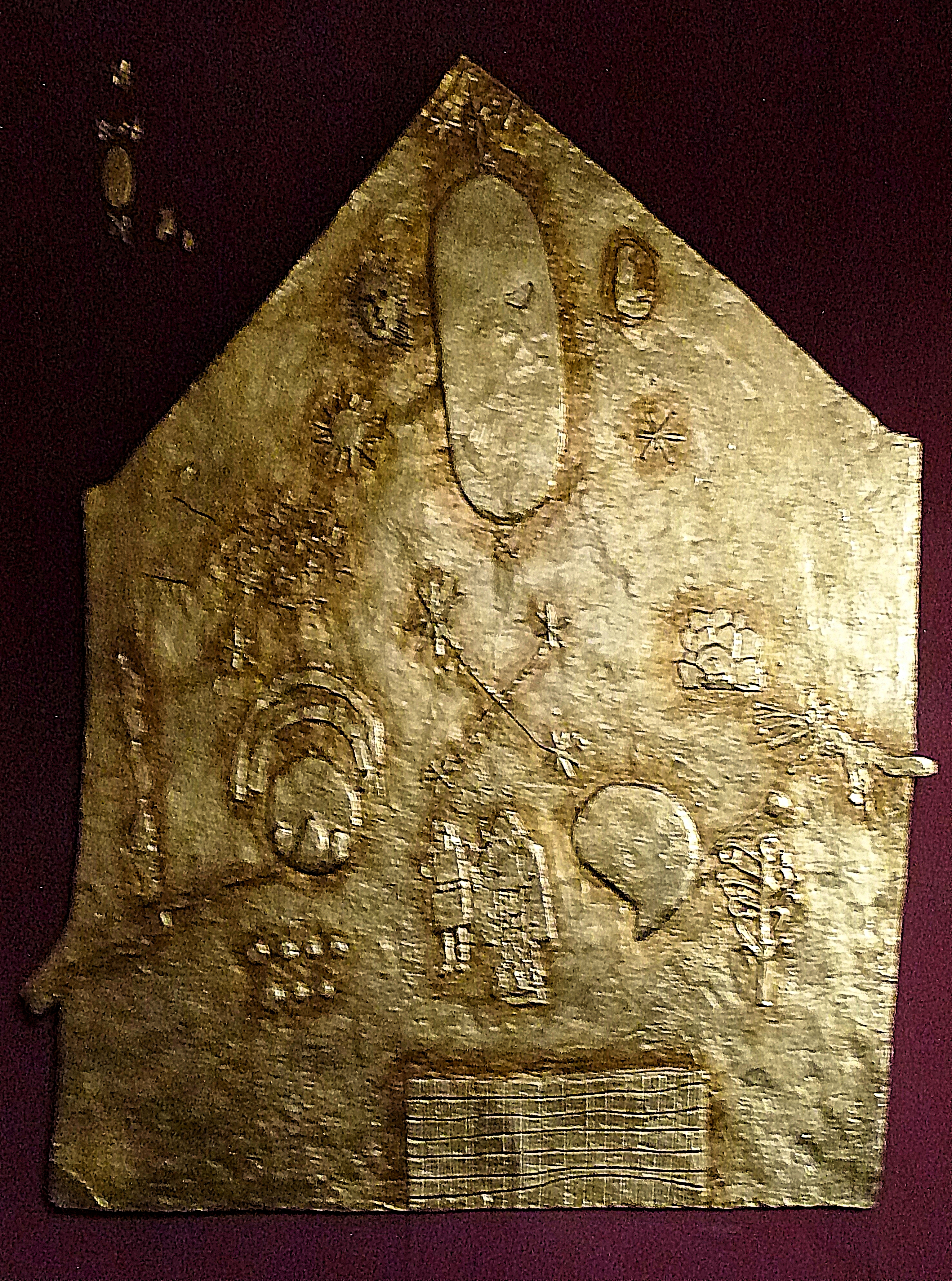
Cosmologie Inca gravée sur un plateau en or

À l'arrivée des Espagnols, il fut rasé et pillé de fond en comble. Les plaques d'or couvrant les murs furent arrachées et les momies des anciens Incas profanées. Il ne resta debout que les fondations qui, peu après, servirent d'assise à la construction de l'église et du couvent Santo Domingo.

## Chambre principale du Coricancha
Le Coricancha est composé de plusieurs salles. La salle principale est un rectangle dont l’épaisseur des murs mesure 1 m ± 0,005. Les dimensions intérieures sont de 8,01 ± 0,005 m par 12,95 ± 0,005m , et les dimensions extérieures 10,00 ± 0,005 m par 14,89 m ± 0,005. Cette salle est séparée d'une autre salle identique partiellement détruite. Le couloir mesure 1,62 m de largeur. Les proportions de la salle intérieure sont donc identique à celle d'un rectangle d'or. (12,95 / 8,01= 1,617).
Les murs internes abritent plusieurs niches trapézoïdales dont la hauteur est de 82,9 cm, la largeur de la base 47,9 cm et la largeur du sommet 43,4 cm.